# 芳妃
芳妃（1750年9月24日—1801年8月13日），陳氏，亦作陳佳氏。揚州人民陳廷綸（一說陳延倫）之女。初為漢族民籍出身，後為鑲黃旗包衣第一參領第二管領下人。清朝乾隆帝之妃。

## 生平
乾隆十五年九月二十四日出生。 乾隆三十一年十一月十六日，初封明常在。乾隆四十年三月二十二日，明常在晉為明貴人。乾隆四十一年二月二十四日出外，皇太后等位至海子起鑾，同行后妃有明常在；四月二十八日，明常在晉為明貴人。
乾隆四十一年夏旬，隨乾隆帝巡幸熱河的順妃身體有恙，乾隆帝安排明貴人陪同順妃在避暑山莊療養。十月初二日，順妃、明貴人乘車啓程回京，順妃所坐之車「展放寬長」並「安人護視」。回京後，順妃、明貴人搬到儲秀宮居住。同年十月十三日，明貴人吩咐手下的太監王成到家裏看望哥哥。明貴人讓王成向乾隆帝奏聞此事，請求允許她派人去家裏看望哥哥，遭到乾隆帝的嚴厲拒絕。
乾隆四十四年二月初一日，乾隆帝讓太監常寧傳旨：「養心殿順妃住處給惇嬪，惇嬪住處給順妃。明常在住順妃次間。圓明園容妃住處給惇嬪住，惇嬪住處給容妃。順妃帶明常在住永壽宮。」
乾隆四十五年九月二十四日，明貴人生辰，代表陳氏已為明貴人。 
乾隆五十九年十月，相關部門擬定明貴人晉升為嬪的徽號，乾隆帝在“茂、翊、芳”三個字裡面選擇了芳字。十月二十二日，內閣奉上諭，貴人陳氏著封為芳嬪。十一月二十日起，芳嬪遷居永和宫。 十二月二十九日，正式行冊封禮。
嘉慶三年四月十五日，太上皇乾隆帝詔晉其為芳妃，十月行晉封禮。
嘉慶六年八月十三日，芳妃逝世。同年十一月二十七日葬入裕陵妃園寢。
乾隆三十年，乾隆帝繼后納喇氏在南巡途中，因自行剪髮、違反國俗而被遣送回京，並於隔年病逝。朝廷內外對於此事頗多訾言，也由於不再復立中宮，乾隆四十一年還發生嚴譄呈請立后事件。根據嚴譄的口供：「（乾隆）三十年，皇上南巡，在江南路上先送皇后回京。我那時在山西本籍，即聞得有此事。人家都說皇上在江南要立一個妃子，納皇后不依，因此挺觸，將頭髮剪去，這個話說的人很多」。學者郭成康先生推測芳妃就是那一名造成帝后衝突的江南女子。然而，亦有學者認為郭成康的推論存有一些問題。第一，繼后是在崇慶皇太后「巡幸江浙，正承歡洽慶之時」，才「性忽改常」，出現瘋迷的症狀，可見帝后發生衝突的地點是在杭州，但芳妃的本籍與兄弟都在揚州 （雖然乾隆帝有可能將她從揚州帶至杭州，但並沒有史料可以據明）。第二，早在乾隆三十一年以前，純惠皇貴妃、婉貴妃、怡嬪、怡嬪之妹、祿貴人皆已入宮。若編纂《玉牒》的禮部、內務府官員都知道她們的來歷，繼后理應更清楚這些嬪妃的背景，因此繼后在南巡中強加反對江南妃子入宮的說法似乎有些不太合理。

## 家族
芳妃家族在乾隆四十三年入旗，由兩淮鹽政與淮安關監督照管，「妄欲以國戚自居」。
- 母：乾隆四十三年閏六月二十八日，王成奉旨：「賞明貴人銀二百兩，因伊阿媽阿娘亡故」[10]，可知其母在乾隆四十三年亡故。
- 兄：陳浩，在揚關茶行代客辦理投報稅課，每歲辛工可得百餘金，守分安靜。從無滋事。乾隆帝稱：「想此人必係普福管理鹽政時，薦伊在揚關管事[11]」。
- 兄：陳濟，披甲人。乾隆四十三年，陳濟來京請求差事，乾隆帝認為他不安分，若驅令回籍，不免招搖生事，便讓內務府大臣酌量將陳濟留京賞給差使，不許在外生事，並且考慮到他的家屬尚在揚州伊岳母處，便讓他的家屬一同留京居住[12]。
- 兄嫂：許氏，乾隆四十三年八月中旬，陳濟留京居住工作後，伊齡阿雇船將許氏送進京，交由內務府總管福隆安處置[2]。
- 侄子：陳文柏，幼丁[2]。

## 冊文
乾隆帝晉封明貴人為芳嬪冊文：
冊文曰、朕惟教德容以率屬。表質椒庭。展功緒而分司。延休柘館。綸言錫慶。翟採增輝。諮爾貴人陳氏、早備內官。夙襄中壺。俯丹墀之雅度。淑慎其身。昭紫室之光儀。柔嘉維則。茲晉封爾為芳嬪。錫之冊命。爾其徽章用荷。計良月以承恩。懿範彌敦。瞻樞星而服職。欽哉。
太上皇帝晉封芳嬪為芳妃冊文:
冊文曰、朕惟內官選德。先綏履福之常。中壼服勤。尤念承恩之久。功既襄於褕釆。寵宜被以綸音。諮爾芳嬪陳氏、秉質柔嘉。持躬溫淑。早傳婉娩。椒庭之禮教維嫻。計厥歲年。蘭殿之職司無斁。茲晉封爾為芳妃。錫之冊印。爾其式膺茂典。副優渥之殊榮。彌表懿徽。昭敬恭於勿替。欽哉。